# Julia Klöckner
Julia Klöckner (Bad Kreuznach, 16 dicembre 1972) è una politica tedesca, Presidente del Bundestag dal 25 marzo 2025.
Membro dell’Unione Cristiano-Democratica (CDU), in precedenza è stata ministro dell'alimentazione e dell'agricoltura nel quarto governo Merkel dal 14 marzo 2018 all'8 dicembre 2021, nonché, dal 2002 al 2011 membro del Bundestag e, dal 2009 a febbraio 2011, sottosegretaria parlamentare presso il Ministero federale dell'alimentazione, dell'agricoltura e della protezione dei consumatori. 
Dal 25 settembre 2010 presiede il partito CDU della Renania-Palatinato e, dal marzo 2011, il gruppo CDU nel relativo Landtag, il parlamento dello stato. Dal 15 novembre 2010 è stata membro del Präsidium (comitato esecutivo) nazionale della CDU e il 4 dicembre 2012 è stata eletta tra le vice presidenti federali e donne del CDU. 
Negli ultimi anni, è stata occasionalmente citata dai media come potenziale successore di Angela Merkel.

## Biografia
Nata nel 1972 nella città termale tedesca di Bad Kreuznach, è cresciuta a Guldental come la figlia più giovane della famiglia di un vignaiolo.  Dopo aver conseguito il suo Abitur nel 1992 presso la scuola di grammatica Gymnasium an der Stadtmauer di Bad Kreuznach, Klöckner si è laureata in scienze politiche,  quindi in teologia e istruzione cattolica, passando il suo primo Staatsexamen nel 1998 in Studi sociali e religione e conseguendo un Master presso l'Università Johannes Gutenberg di Magonza. 

### Attività professionale
Nel 1994 è stata eletta Nahe Wine Queen e nel 1995 German Wine Queen per il periodo 1995/1996.  Fino al 1998 ha insegnato religione, con il permesso speciale, presso la scuola Pestalozzi di Wiesbaden-Biebrich per gli studenti delle scuole elementari. Dopo aver completato gli studi, Klöckner ha inizialmente lavorato presso la SWR Fernsehen di Magonza dal 1998 e in seguito come libero professionista nel dipartimento di cultura regionale fino al 2002. Tra il 1999 e il 2000 ha completato un tirocinio giornalistico presso la Meininger Verlag di Neustadt an der Weinstraße, specializzata in pubblicazioni su vino e bevande.  Dal 2000 al 2002 è stata redattrice presso Weinwelt e dal 2001 al 2009 caporedattore della rivista sommelier, entrambe riviste pubblicate da Meininger-Verlag. 
Nel 2009/2010, Klöckner ha completato il programma Young Leader dell'American Council on Germany, un progetto partner del think tank tedesco Atlantik-Brücke e dell'American Council on Germany per aspiranti leader politici ed economici.

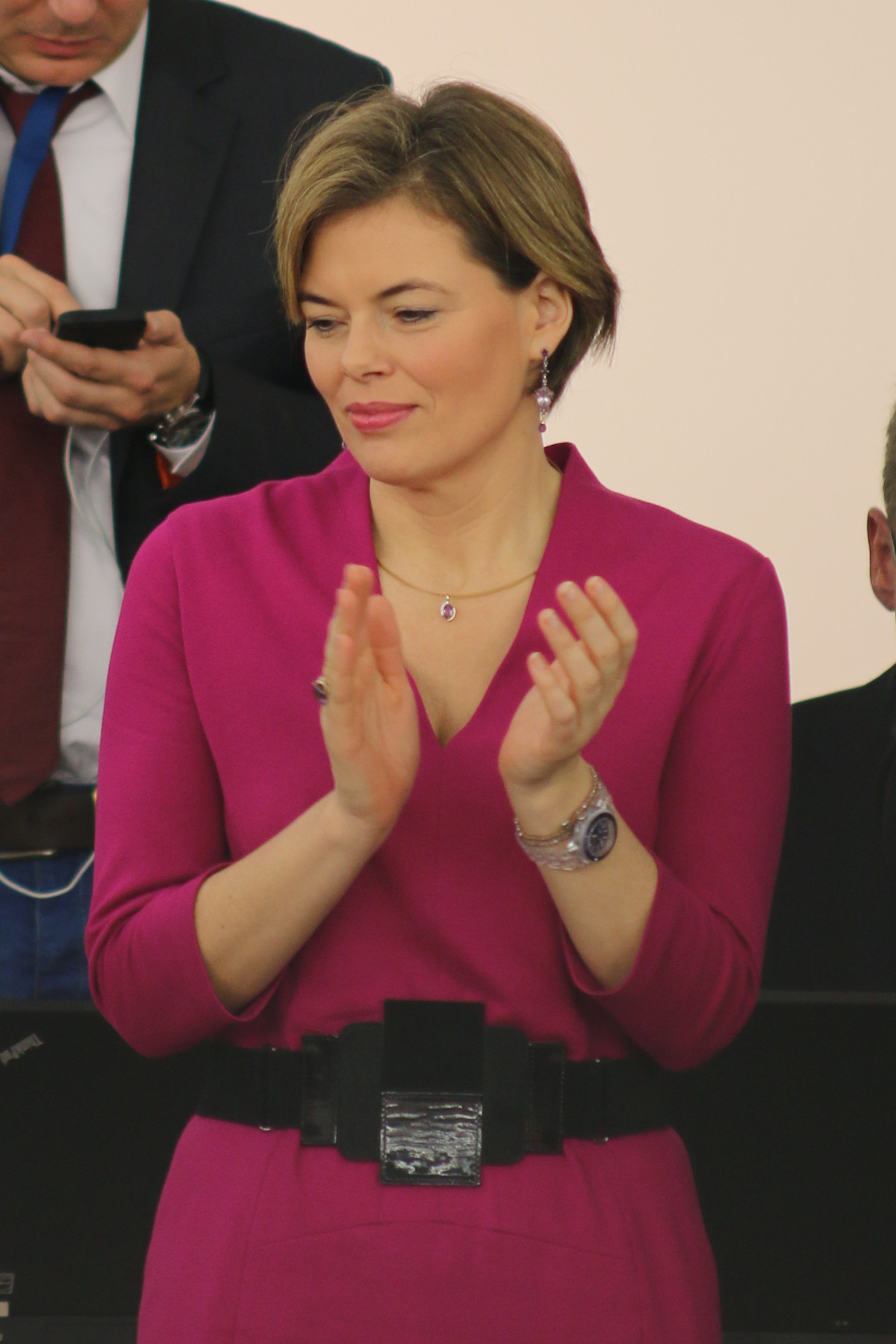
Klöckner in Parlamento nel 2014

### Attività politica
Nel 1996 Klöckner si è unita alla Junge Union (JU), alla Frauen Union (FU, "German Women's Union"), al partito dell'Unione Democratica Cristiana, all'Unione Europa e ai giovani federalisti europei.  Nel 2001 è diventata membro del consiglio locale della JU a Bad Kreuznach, un incarico che ha ricoperto fino al 2007. Nello stesso anno è diventata anche membro del consiglio locale (a livello di contea) della CDU a Bad Kreuznach. Nel 2002, Klöckner è diventata membro del Comitato regionale per la politica di sicurezza e delle forze armate e dell'esecutivo regionale della JU della Renania-Palatinato, dove è rimasta fino al 2007. 
Nell'ottobre 2002, in seguito alle elezioni federali tedesche di quell'anno, Klöckner è entrata nel parlamento tedesco, il Bundestag, tra i candidati della Renania-Palatinato. Il 14 novembre 2002 Klöckner è eletta come uno dei segretari delle sessioni plenarie del Bundestag. Inoltre, è entrata a far parte del consiglio di fondazione dell'Agenzia federale per l'educazione civica. Successivamente è diventata membro del Comitato per la protezione dei consumatori, l'alimentazione e l'agricoltura e membro supplente del comitato per i diritti umani e gli aiuti umanitari. Nel 2003 è entrata a far parte della commissione d'inchiesta su "Etica e diritti nella medicina moderna" ed era membro dei suoi sottogruppi: "Etica nella ricerca bioscientifica e medica" e "Medicina dei trapianti". Ha anche fondato un forum parlamentare sul vino ed è appartenuta al gruppo di discussione su ospizio e cure palliative. 
Klöckner è diventata membro del "Young Group" (Junge Gruppe) del gruppo parlamentare CDU/CSU nel Bundestag, dove è stata vicepresidente. 
Alle elezioni federali del 2005 Klöckner ha assicurato per la prima volta per la CDU, dopo 50 anni, il collegio elettorale di Kreuznach con il 43% dei voti.  Il 15 dicembre 2005 è stata rieletta segretaria del Bundestag.
Il 24 gennaio 2006 Klöckner è stata eletta nel consiglio del gruppo parlamentare CDU/CSU nel Bundestag. Era membro del comitato per la protezione dei consumatori e membro supplente del comitato per l'ambiente e la conservazione della natura.  Il 2 giugno 2006 ha anche aderito al comitato consultivo parlamentare per lo sviluppo sostenibile. Inoltre, è stata vicepresidente del gruppo parlamentare di amicizia per le relazioni con il Belgio e il Lussemburgo. 

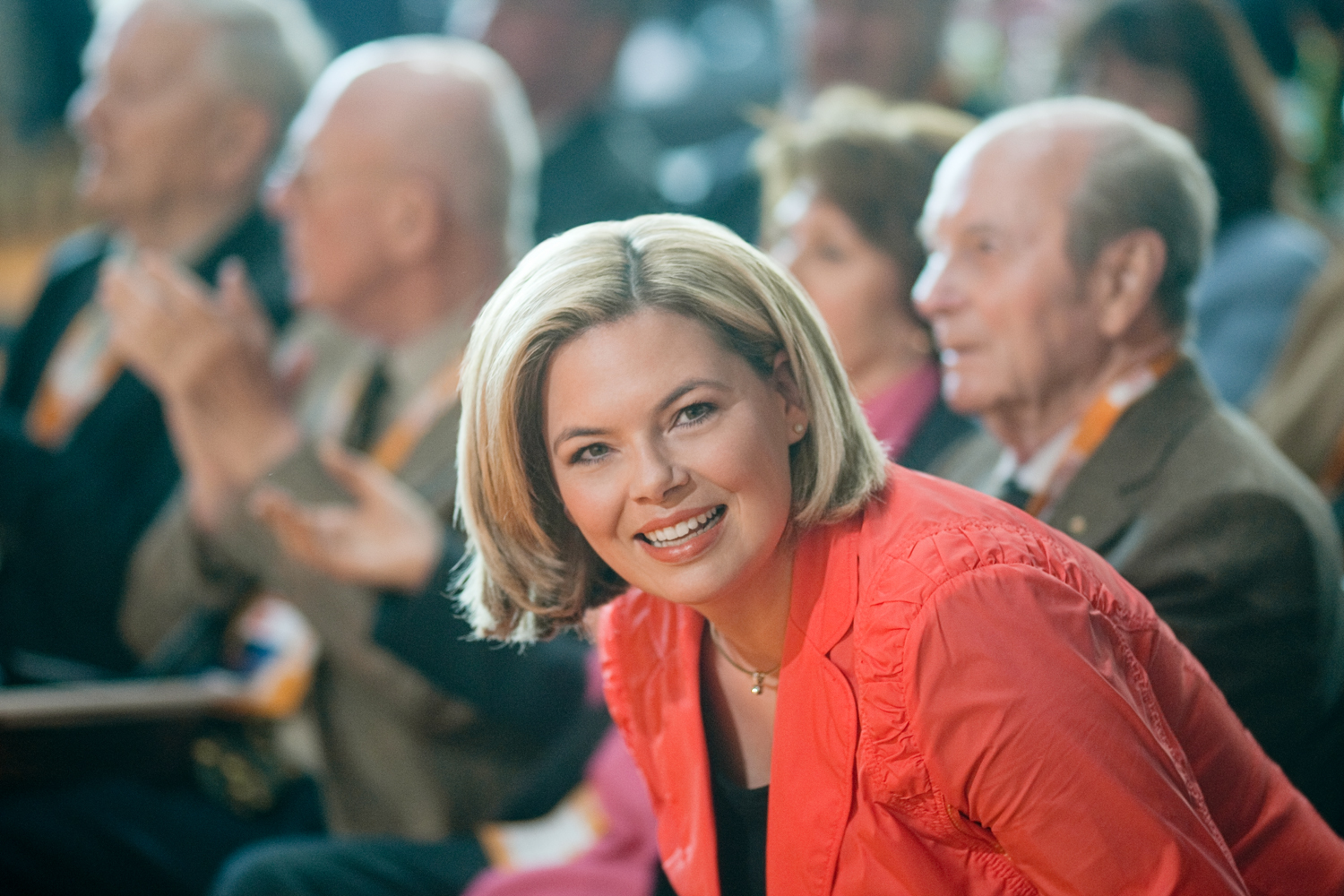
Julia Klöckner nel 2010

Il 23 ottobre 2007 Klöckner è stata votata all'unanimità come vicepresidente e quindi presidente del gruppo di lavoro per l'alimentazione, l'agricoltura e la protezione dei consumatori nel gruppo parlamentare CDU/CSU.  Ha fatto parte di questo gruppo di lavoro fino al 2009. 
Alle elezioni federali del 2009 la Klöckner è stata confermata come parlamentare per il collegio elettorale di Kreuznach/Birkenfeld con il 47% dei voti.  Nei negoziati per formare un governo di coalizione dei Democratici Cristiani (CDU insieme alla CSU bavarese) e al Partito democratico libero (FDP), faceva parte della delegazione della CDU/CSU nel gruppo di lavoro su ambiente, agricoltura e politiche di protezione dei consumatori, guidate da Ilse Aigner e Michael Kauch. 
Dopo la costituzione del parlamento Renania-Palatinato il 18 maggio 2011, Klöckner si è dimessa dal Bundestag il 27 maggio 2011.
Il 4 dicembre 2012 è stata eletta vicepresidente federale della CDU e da allora è stata confermata in questo incarico, da ultimo nel gennaio 2021. 
Il 14 marzo 2018, Julia Klöckner è stata nominata ministro federale dell'alimentazione e dell'agricoltura nel gabinetto Merkel IV dal presidente federale Frank-Walter Steinmeier. 
Il 25 marzo 2025, in seguito all’insediamento dell’ 21ª legislatura del Bundestag, viene eletta Presidente dell’Assemblea.

## Vita privata
Julia Klöckner protegge la sua vita privata dal pubblico.  Dal 2000 ha avuto una lunga relazione con il media manager Helmut Ortner.  Nell'aprile 2019 ha sposato Ralph Grieser, amministratore delegato di un centro di auto d'epoca. 

## Opere
- (insieme a Thomas Hartmann), Der Wein erfreue des Menschen Herz, Friburgo, Verlag, 1998 ISBN=3-7228-0446-9
- (insieme a Thomas Hartmann), Irdischer Wein – Himmlischer Genuss. Der Wein in der Bibel, Friburgo, Verlag, 2008 ISBN=978-3-7228-0748-5
- (insieme a Martin Rupps e Volker Resing), Zutrauen! Ideen statt Ideologien – Was mir in der Politik wichtig ist, Friburgo, Verlag, 2015 ISBN 978-3-451-31114-7
- Nicht verhandelbar – Integration nur mit Frauenrechten, Gütersloh, Gütersloher Verlagshaus, 2018 ISBN 978-3-579-08712-2